# 不動院 (東京都港区)
不動院（ふどういん）は、東京都港区にある高野山真言宗の寺院。

## 歴史
創建年代は不明である。元々は現在の千代田区平河町に位置していたが、1658年（万治元年）に現在地に移転した。
かつて、境内には「児稲荷」（本地仏：十一面観音）と呼ばれる祠があった。江戸時代は参拝者も多く訪れていたが、明治初期の神仏分離により、神仏習合が色濃い児稲荷は廃絶となった。

## 交通アクセス
- 六本木駅より徒歩5分。